# Ian Stuart Black
Pour les articles homonymes, voir Black.
Ian Stuart Black est un scénariste britannique né le 21 mars 1915 à Londres en Angleterre et mort le 13 octobre 1997 à Honiton. Il est principalement connu dans les années 1960 pour son travail d'écrivain et de scénariste pour le théâtre et la télévision.
Ses deux premiers romans, In the Wake of a Stranger écrit en 1959, The High Bright Sun, un roman sur Chypre de 1962, furent adaptés en film et à chaque fois, Black en aura écrit l'adaptation. Il écrira aussi de nombreux scripts pour la télévision entre les années 1950 et les années 1970, dont L'Homme invisible et Sir Francis Drake, le corsaire de la reine (deux séries pour lesquelles il eut la charge de "script editor"), ainsi que Destination Danger (sur laquelle il fut producteur assistant) ou Star Maidens.
Il écrira trois scripts pour Doctor Who en 1965 et 1966 : The Savages, The War Machines (avec Kit Pedler) et  The Macra Terror. Il prendra en charge la novélisation de chacun de ces épisodes. 
Son dernier script est un drame surnaturel d'une heure et demie nommé The House of Glass en 1991. 
Ian Stuart Black est le père de l'actrice Isobel Black.

## Sources
- (en) Cet article est partiellement ou en totalité issu de l’article de Wikipédia en anglais intitulé « Ian Stuart Black » (voir la liste des auteurs).